# 波利斯西亞 (索斯尼齊亞區)
51°41′0″N 32°25′3″E / 51.68333°N 32.41750°E
波利斯西亞（烏克蘭語：Полісся），是烏克蘭北部的村莊，隸屬切爾尼希夫州的科留基夫卡區。該村面積2.95平方公里，海拔高度155米，2001年人口408，人口密度每平方公里138.3人。